# Château de Champittet
Le château de Champittet, également appelé campagne de Champittet, est un château vaudois située sur le territoire de la commune de Cheseaux-Noréaz, en Suisse.

## Histoire
Le domaine de Champittet, alors orthographié « Champ-Pittet » est acheté en 1777 par François-Louis-Frédéric Haldimand, bourgeois d'Yverdon-les-Bains et militaire dans l'armée britannique. L'année suivante, il y fait construire un château terminé en juin 1791, soit 5 mois après la mort de son propriétaire. Le domaine passera ensuite entre plusieurs mains, dont, en 1831, Philippe-Joachim de Riguaud, marquis de Vaudreuil, qui y décède en 1850.
En 1979, l'association Pro Natura et la ligue vaudoise pour la protection de la nature achètent le bâtiment ainsi que les terrains environnant. Ils y développent un centre, inauguré en 1985, et « destiné à sensibiliser le public à la protection de la nature et de la Grande Cariçaie en particulier », ainsi que la direction romande de Pro Natura, une exposition, un restaurant, un observatoire ornithologique, un jardin potager et un laboratoire permettant d'étudier les insectes.
Le bâtiment est inscrit comme bien culturel suisse d'importance nationale.